# Посольство Португалии в Таиланде
Посольство Португалии в Таиланде (порт. Embaixada de Portugal na Tailândia, тайск. สถานเอกอัครราชทูตโปรตุเกสประจำประเทศไทย) — дипломатическая миссия Португалии в Таиланде. Расположен в районе Банграк, на восточном берегу реки Чаупхрая, и обслуживается Сои-чароен-крунг 30 (также известной как Captain Bush Lane). Миссия основана в 1820 году, резиденция посла была построена в 1860 году и является старейшей дипломатической миссией в Таиланде, а резиденция посла отмечена наградами как историческое здание.

## История
Португалия была первой европейской страной, которая вступила в контакт с Сиамом в XVI веке, во времена королевства Аютия. Португальцам были предоставлены земли недалеко от столицы, и в Сиаме обосновалась значительная община. После падения Аютии в результате бирманско-сиамской войны в 1767 году и последующего создания королевств Тхонбури и Раттанакосин в качестве преемников Сиама, португальцы переселились в район сегодняшнего Бангкока.
В 1786 году в благодарность за помощь в бирманско-сиамской войне (1785—1786) король Буддха Йодфа Чулалоке подарил Португалии участок земли, который должен был использоваться для основания церкви Святого Розария. Король также обещал землю для фактории (торгового поста), если португальцы захотят её основать, что и было реализовано в 1820 году, во время правления короля Рамы II. Участок земли на реке, недалеко от церкви, был предоставлен португальскому генеральному консулу Карлосу Мануэлю да Силвейре. Земля вдоль набережной с двумя верфями была бывшей резиденцией вьетнамского императора Нгуен Тхе-то во время его изгнания в Сиаме.
Первоначальное здание из бамбука и дерева было заменено каменной конструкцией, строительство которой началось в 1860 году. Планировалось, что материалы будут доставлены из Гоа, но корабль потерпел крушение во время путешествия, и вместо него пришлось использовать местные материалы. Перерывы и задержки привели к тому, что строительство было приостановлено в 1867 году. К 1875 году незаконченное сооружение обветшало, и консульство наняло итало-австрийского архитектора Иоахима Грасси, чтобы восстановить его в течение пяти месяцев. Строительство обошлось в 10 000 мексиканских долларов. Здание было открыто консулом Антониу Фелисиану Маркешом Перейрой и с тех пор служило резиденцией консула, а затем и посла после повышения статуса консульства до посольства. К этому времени была построена улица Чароен-крунг, и вход в посольство стал осуществляться с другой стороны. Другие иностранные миссии, в том числе Великобритании и Франции, также были созданы поблизости, и этот район стал центром европейской общины экспатриантов на рубеже XIX—XX веков.

## Архитектура
Резиденция посла представляет собой двухэтажное здание, построенное в колониальном стиле. Здание прямоугольное, с центральным крыльцом и фронтоном, выступающим из шатровой крыши, что демонстрирует неопалладианское влияние. Передний фасад, обращенный к реке, имеет лоджию, проходящую по всей длине нижнего этажа. На верхнем этаже центральное крыльцо имеет три арочных окна, разделенных пилястрами, над которыми герб Португалии украшает фронтон.
Вход в большой зал украшен керамической плиткой из Португалии, который находится на несколько ступенек ниже внешнего уровня земли из-за проседания и последующего подъема внешних территорий для предотвращения затопления. На нижнем этаже ранее находились офисы, которые были перемещены в отдельное здание, а теперь там находится приемная. Тюремная камера, использовавшаяся во времена экстерриториальности, также раньше располагалась в подвале. Лестница ведет в центральный зал на верхнем этаже, который обеспечивает доступ ко всем комнатам, включая спальню, гостиную, а также малую и большую столовые. Веранды выстилают переднюю и заднюю часть верхнего этажа.
Здание претерпело множество изменений, реконструкций и реставраций, включая установку электричества и кондиционирования воздуха в течение XX-го века, и в 2013 году, чтобы приблизить здание к его первоначальному состоянию. Оригинальный тик, используемый для структурных балок и верхнего этажа, остался нетронутым. Здание является старейшей дипломатической резиденцией в Бангкоке и получило премию ASA Architectural Conservation Award в 1984 году.
Среди декоративных объектов в резиденции есть пара резных деревянных дверей, датируемых как минимум XVIII-м веком, которые были привезены из первоначального португальского поселения в Аюттхае. Несколько бронзовых пушек расположены у входа в резиденцию.
Бывший склад, часть исторической фабрики (feitoria), теперь служит канцелярией. Он претерпел капитальный ремонт в 2004 году с участием португальских архитекторов и инженеров. Сохранив оригинальные деревянные конструкции, металл и стекло теперь обрамляют современные и «шикарные» офисы, а также классную комнату, библиотеку и ресурсный центр Португальского культурного центра на нижнем этаже. В третьем здании находятся резиденции для персонала.
У посольства относительно большие территории и сады, часть которых оно сдает в аренду соседнему отелю Royal Orchid Sheraton для бассейна и теннисных кортов. Для защиты комплекса от реки существуют противопаводковые стены вдоль берега реки и насосы.
В 2017 году на стенах посольства была установлена фреска португальского уличного художника Вилса в рамках его серии Scratching the Surface. Проект, спонсируемый посольством, был частью усилий по продвижению творческого района Бангкока, возглавляемого Центром творчества и дизайна Таиланда.

## Функционал
Посольство Португалии в Бангкоке является относительно небольшой дипломатической миссией. По состоянию на 2018 год в нём работало семь сотрудников.
Посол Португалии в Таиланде также аккредитован для работы в Мьянме, Камбодже, Лаосе, Вьетнаме и Малайзии. Посольство работает над поддержкой небольшого сообщества, насчитывающего около 1750 человек по состоянию на 2022 год, граждан Португалии в регионе, а также над развитием двусторонних отношений в области культуры, коммерческой деятельности, туризма и академических кругов. Действующим послом с 2018 года является Франциску Патту.